# 宮城県スポーツセンター
宮城県スポーツセンター（みやぎけんスポーツセンター）は、かつて宮城県仙台市青葉区に存在した体育館・弓道場・トレーニングルーム等からなる複合スポーツ施設である。広瀬川右岸側の、仙台国際センターの隣に位置していた。

## 歴史
1964年（昭和39年）8月18日に宮城県スポーツセンターの落成式典が開催され、観客席4,918席の体育館として使用が開始された。1967年（昭和42年）3月には弓道場が併設された。1991年（平成3年）に南側隣接地に仙台国際センターが開館した。
1984年（昭和59年）に仙台市の施設として仙台市体育館が開設され、1997年（平成9年）に宮城県の施設として宮城郡利府町に宮城県総合運動公園総合体育館が開設された。老朽化したこのセンターは2006年（平成18年）3月に閉館し、その後、取り壊された。
跡地の北側隣接地に仙台市地下鉄東西線国際センター駅が2015年（平成27年）12月6日に開業し、新駅と仙台国際センターとの間に挟まれたスポーツセンターの跡地には2014年（平成26年）12月26日に国際センターの展示棟が竣工し、2015年（平成27年）3月14日〜18日の第3回国連防災世界会議の会場となった。

## 施設

### 体育館
体育館は、バレーボール・バスケットボール・ハンドボール等の団体球技やテニス・バドミントン・卓球・剣道・柔道などの会場として利用された。その他、プロボクシング・プロレス興行、各種催し物の会場としても利用された。
定期的な興行としては、大相撲仙台準場所が1967年（昭和42年）から1988年（昭和63年）までこのセンターで開催された。また、宮城県出身の東孝が創設した空手団体の大道塾が、1983年（昭和58年）から2005年（平成17年）まで「北斗旗全日本体力別選手権大会」の会場として使用した。
建物は鉄筋コンクリート造り3階建てで、建築面積は4,243平方メートル、延床面積は7,464平方メートル、アリーナ面積は1,520平方メートル（42.4×35.7メートル）で、ハンドボールなら1面、バレーボール、バスケットボール、テニスなら2面、バドミントンなら8面、卓球なら12面のそれぞれの競技場敷設が可能だった。観客席の座席数は4918席。
男女各1室のトレーニングルームが設置され、各室面積は58.3平方メートル（10.6×5.5メートル）、総面積は116.6平方メートルだった。

### 弓道場
建物は木造平屋建てで総面積は724平方メートル。射場は10人立で、建築面積197平方メートル。的場と芝地の面積は、それぞれ35平方メートル、491平方メートルだった。

## 周辺施設
- 青葉山公園
  - 仙台城跡
  - 仙台国際センター
  - 仙台市博物館
- 宮城県美術館
- 東北大学川内キャンパス
- 東北大学植物園
- 宮城県仙台第二高等学校